# جيمس إل. هولواي جونيور
جيمس إل. هولواي جونيور (بالإنجليزية: James L. Holloway, Jr.)‏ هو ضابط أمريكي، ولد في 20 يونيو 1898 في فورت سميث في الولايات المتحدة، وتوفي في 11 يناير 1984 في فولز تشيرش في الولايات المتحدة بسبب أم الدم الأبهرية.

## وصلات خارجية
- جيمس إل. هولواي جونيور على موقع مونزينجر (الألمانية)